# Bejan, Hunedoara
Bejan este un sat în comuna Șoimuș din județul Hunedoara, Transilvania, România.

## Imagini

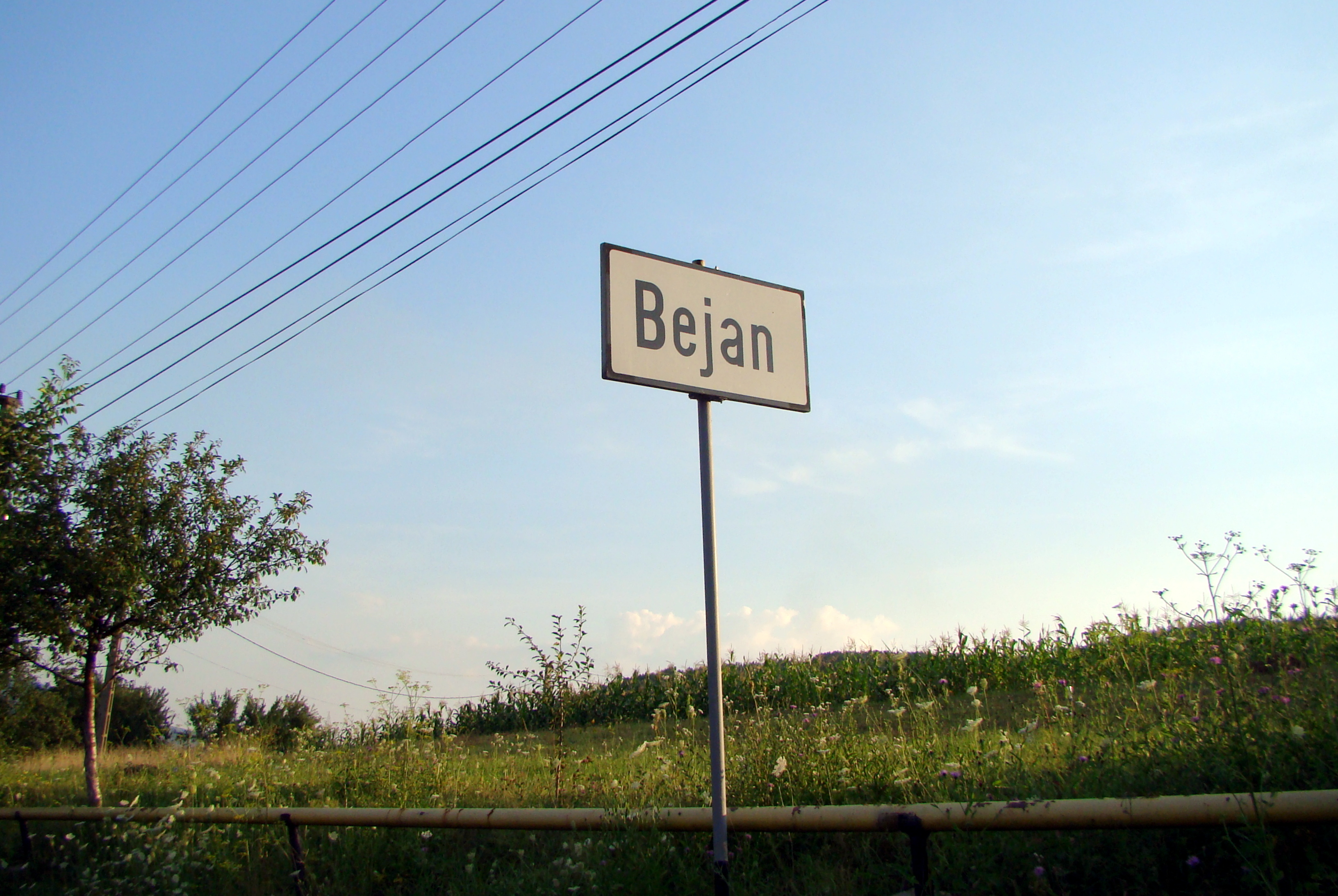
Intrarea în localitate
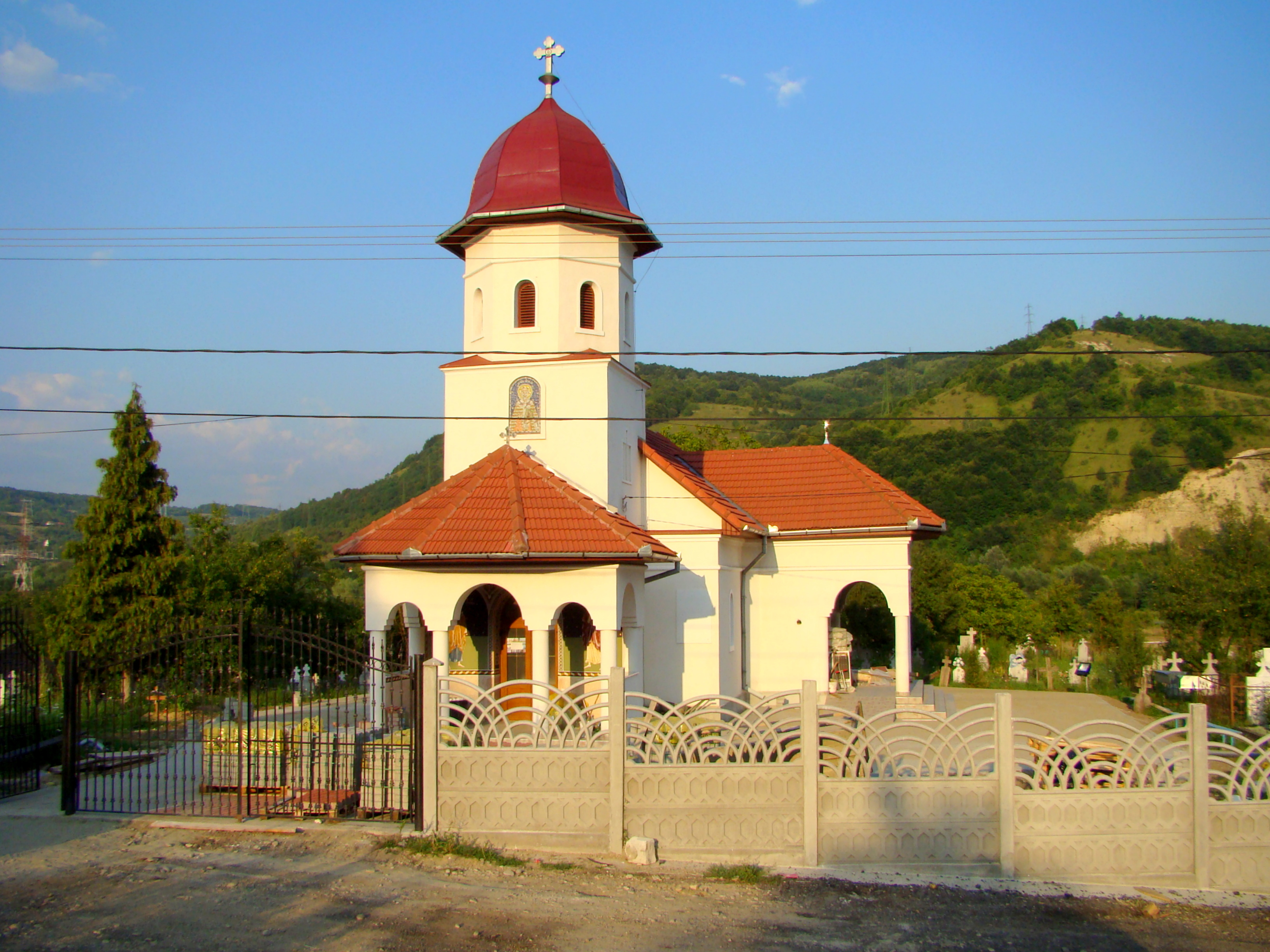
Biserica Sfântul Ierarh Nicolae (1938-1948)
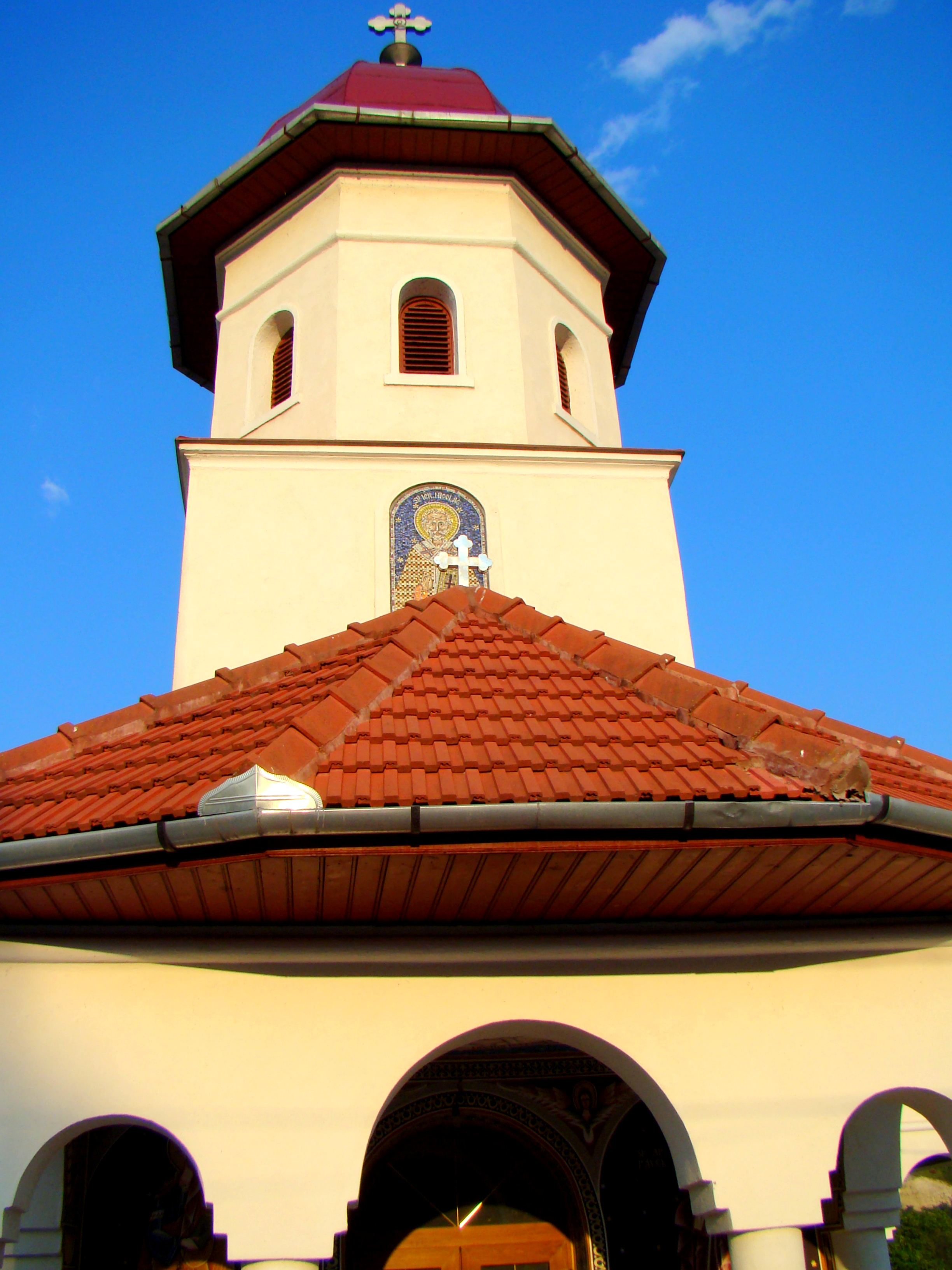
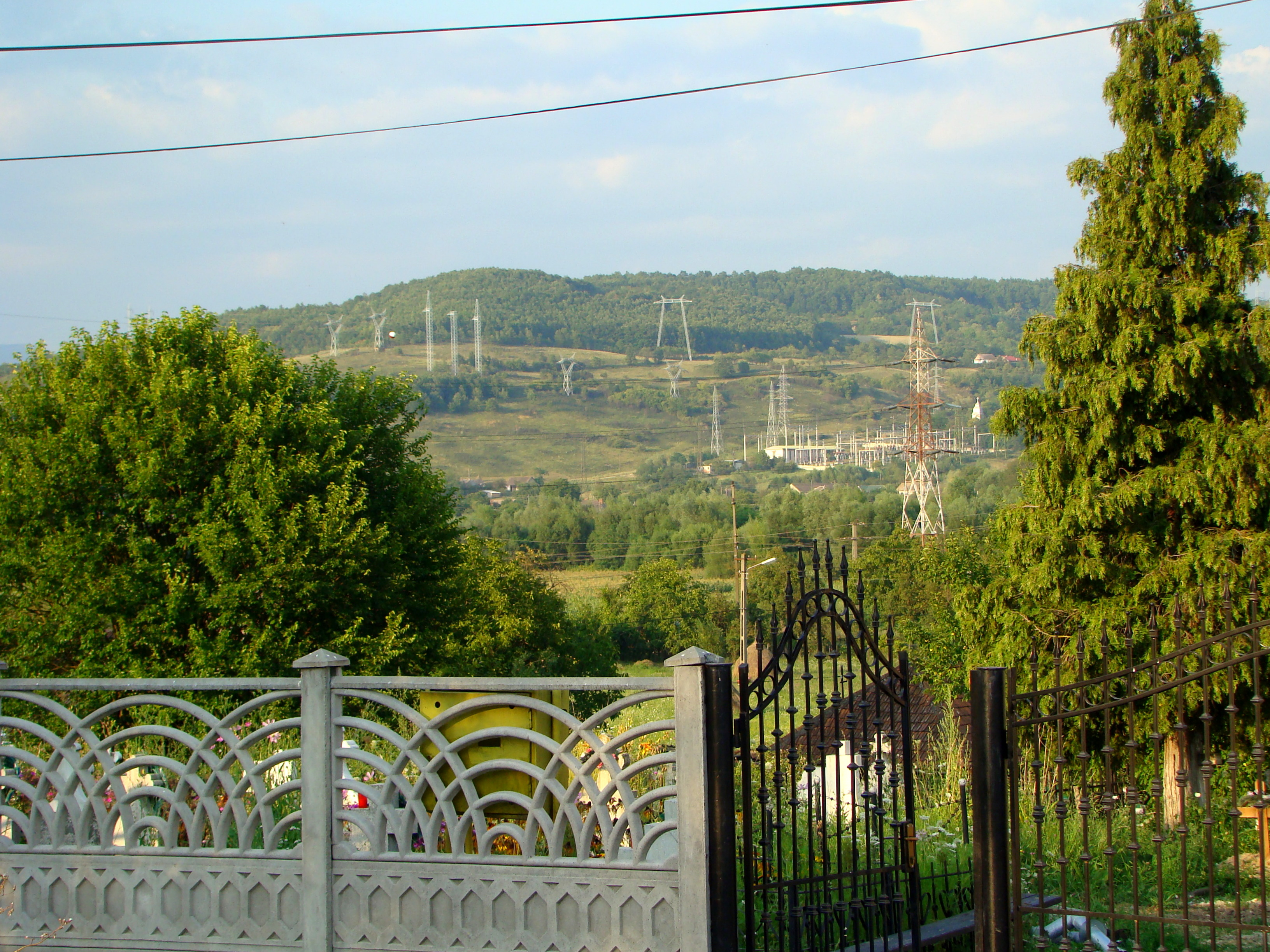